# Huu District
Huu District (indonesiska: Kecamatan Huu) är ett distrikt i Indonesien.   Det ligger i kabupatenet Kabupaten Dompu och provinsen Nusa Tenggara Barat, i den centrala delen av landet, 1 300 km öster om huvudstaden Jakarta.